# Marianne Williamson
Marianne Deborah Williamson (8 de juliol de 1952) és una autora, conferenciant i activista estatunidenca. Ha escrit tretze llibres, incloent quatre best-sellers del New York Times en la categoria de "Consells, Com fer-ho i Miscel·lània". És la fundadora del Projecte Angel Food, un programa de voluntariat de repartiment de menjar a persones que no poden sortir de casa amb el VIH-SIDA i altres malalties mortals. També es cofundadora de la Peace Alliance, una organització educativa de base sense ànim de lucre que dona suport a projectes per promoure la pau.
El 2014, Williamson es va presentar com a independent pel 33è districte congressual de Califòrnia a la Cambra de Representants però va perdre. El 29 de gener de 2019 va anunciar la seva campanya per la nominació demòcrata a les eleccions presidencials dels Estats Units de 2020, que no va aconseguir, i va tornar-ho a intentar per a les eleccions de 2024, en les que de nou el candidat demòcrata va ser Joe Biden.